# Irarrázaval (estación)
Irarrázaval es una estación ferroviaria que forma parte de la red del metro de Santiago de Chile. Se encuentra por subterráneo entre las estaciones Santa Isabel y Ñuble de la línea 5; tiene un transbordo con la línea 3, la cual está entre las estaciones Matta y Monseñor Eyzaguirre. La estación se ubica bajo la avenida Bustamante (junto al tramo sur del parque Bustamante), entre la avenida Irarrázaval y la calle Matta Oriente, en la comuna de Ñuñoa. Tiene cuatro accesos habilitados: 2 hacia Irarrázaval, 1 hacia Matta y 1 hacia Pedro de Oña.

## Características y entorno

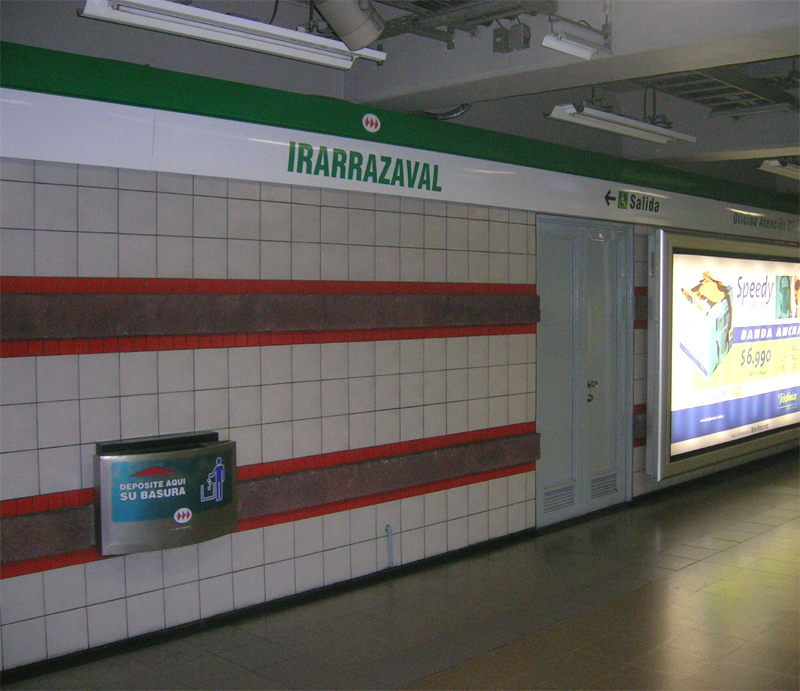
Estación Irarrázaval en Línea 5.

Presenta un alto flujo de pasajeros dada la existencia de comercios y pubs, además de una estación de trasbordo de Transantiago donde llegan y salen recorridos que se dirigen por las principales avenidas del sector comunicando numerosas comunas de la capital.
En el entorno cercano a la estación, se encuentra el barrio Italia, escuelas como la República de Argentina; el aparcadero de Ñuñoa; y lo que antiguamente fuera la casona Suárez Mujica (también conocida como la "casa embrujada", de acuerdo a un mito urbano), construcción de estilo neoclásico-grecorromano que fue destruida completamente por un incendio en 2005. Hacia el poniente se encuentran las avenidas Diez de Julio, continuación natural de Irarrázaval, y Matta, continuación natural de Grecia. A la salida de la estación se ubica la Plaza San Esteban.
En esta estación se puede combinar con la línea 3 en dirección a Plaza Egaña hacia el oriente, y hacia Universidad de Chile, Plaza de Armas y Puente Cal y Canto en dirección al norte de la ciudad (Conchalí), específicamente hacia el cruce de las avenidas Independencia y Américo Vespucio y posteriormente hasta la Plaza de Armas de Quilicura.

### Accesos
| Acceso | Intersección                               |
| ------ | ------------------------------------------ |
| A      | Av. General Bustamante con Av. Irarrázaval |
| B      | Av. Irarrázaval con San Eugenio            |
| C      | Av. General Bustamante con Pedro de Oña    |
| D      | Av. Manuel Antonio Matta con San Eugenio   |
|        | Plaza San Esteban                          |

## Origen etimológico
Su nombre deriva de la avenida Irarrázaval, que se ubica justo sobre la estación, la cual recuerda a Manuel José Yrarrázaval Larraín, político y abogado chileno que fue el primer presidente del Club de la Unión; sostenedor de varios periódicos de la época como El Bien Público y La Estrella de Chile; fue asimismo presidente del Banco de Valparaíso.
El pictograma que representa a la estación corresponde a un cruce de vías férreas, lo que hace referencia al transporte público ferroviario que existía en el sector hasta los años 1940 con los servicios de tranvías que circulaban por el sector, además de la existencia (hasta 1943) de la Estación Ñuñoa en la intersección de Matta con General Bustamante.

## Galería

Antiguo símbolo con que se identificó a la estación en 1997.
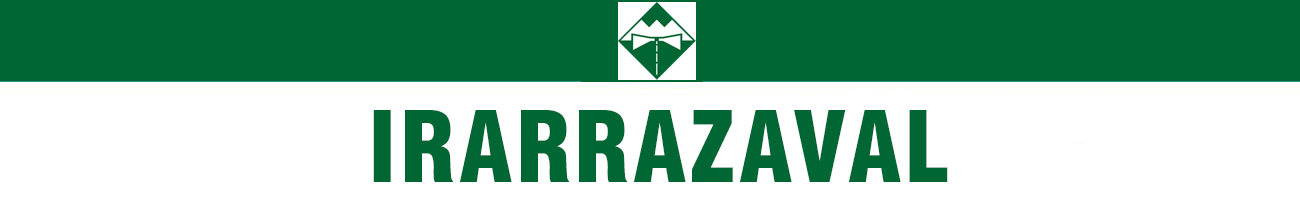
Cenefa utilizada en 1997.
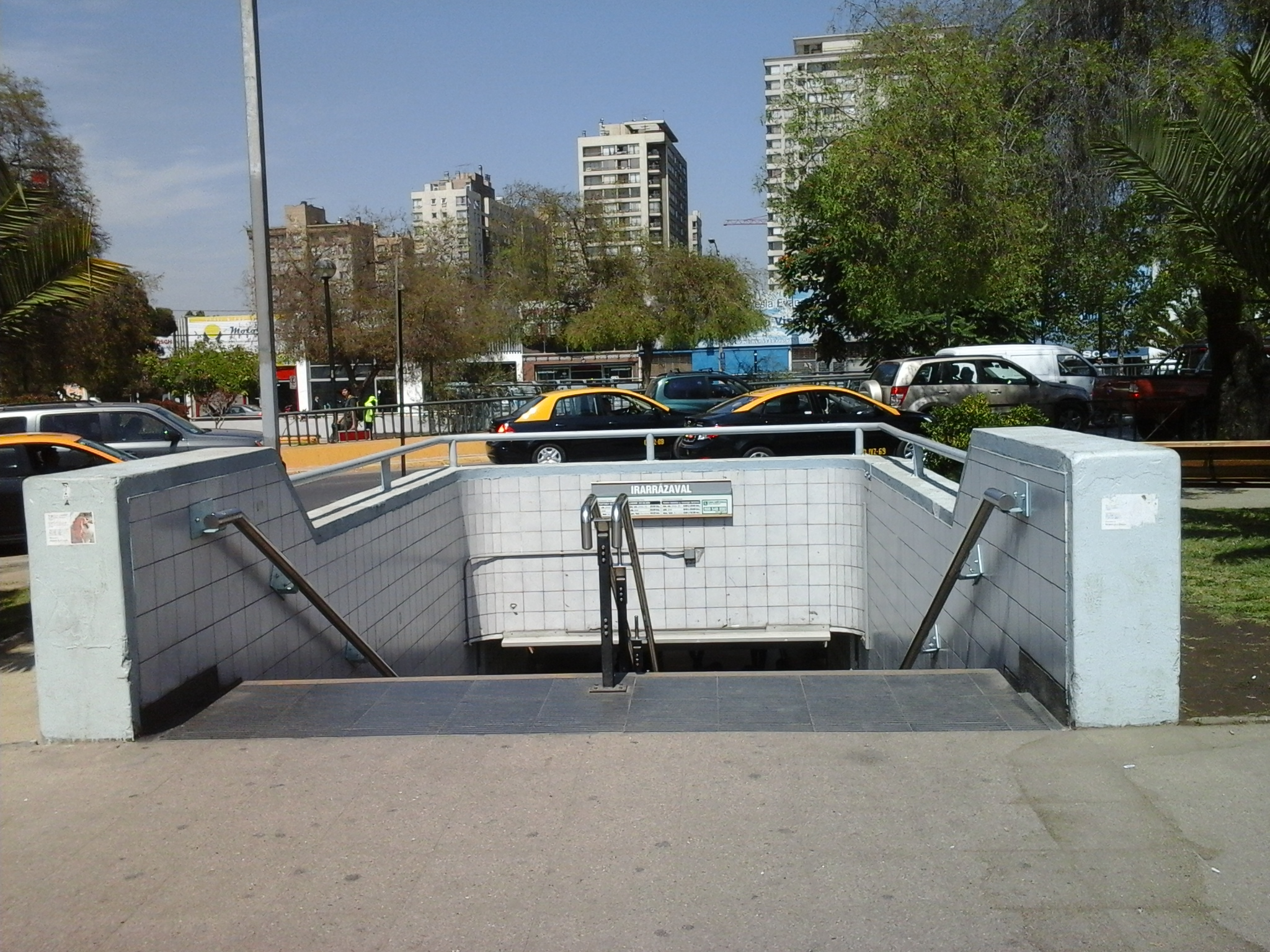
Acceso en el bandejón o parque que separa Bustamante y San Eugenio.
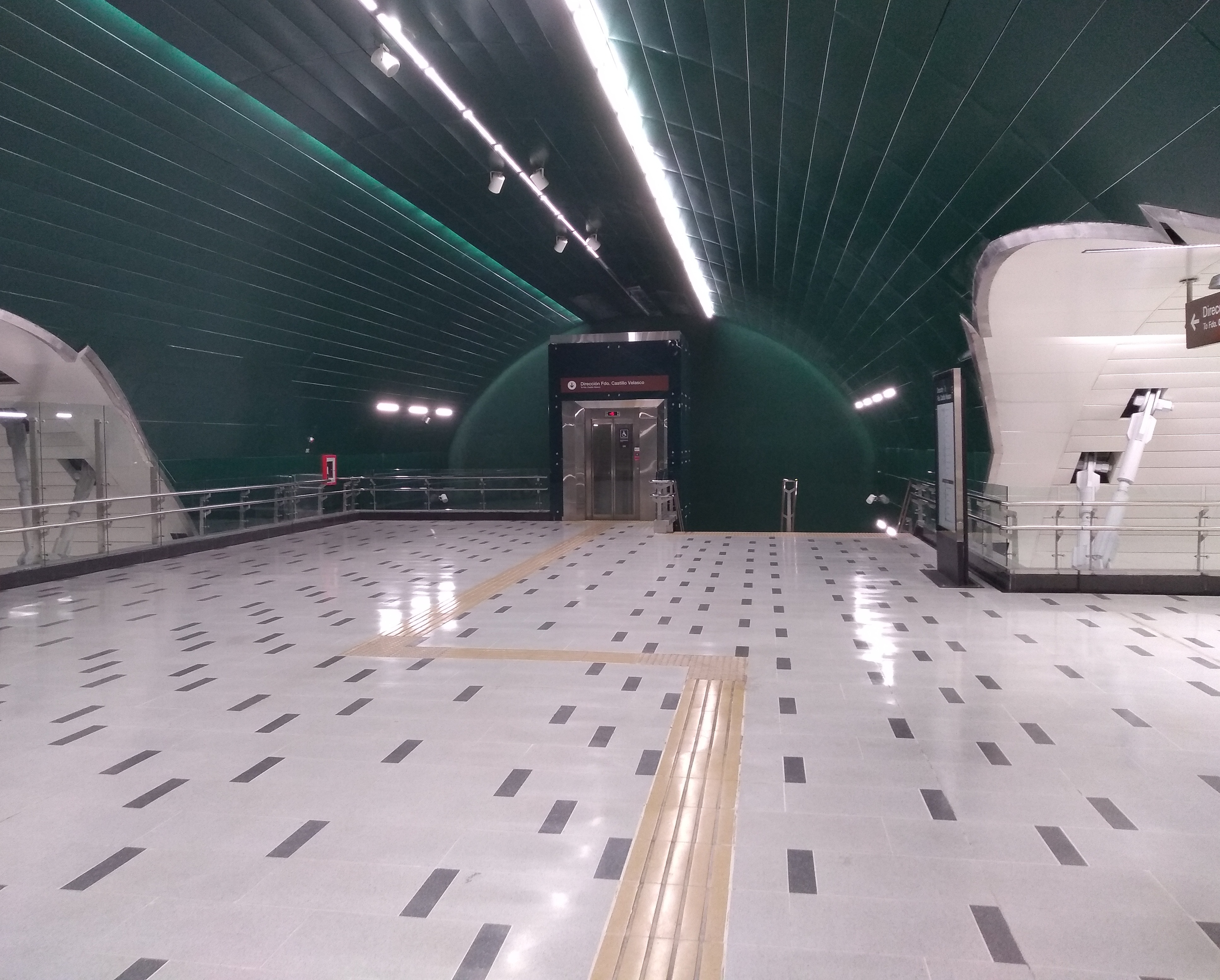
Interior de la estación Irarrázaval en la Línea 3.
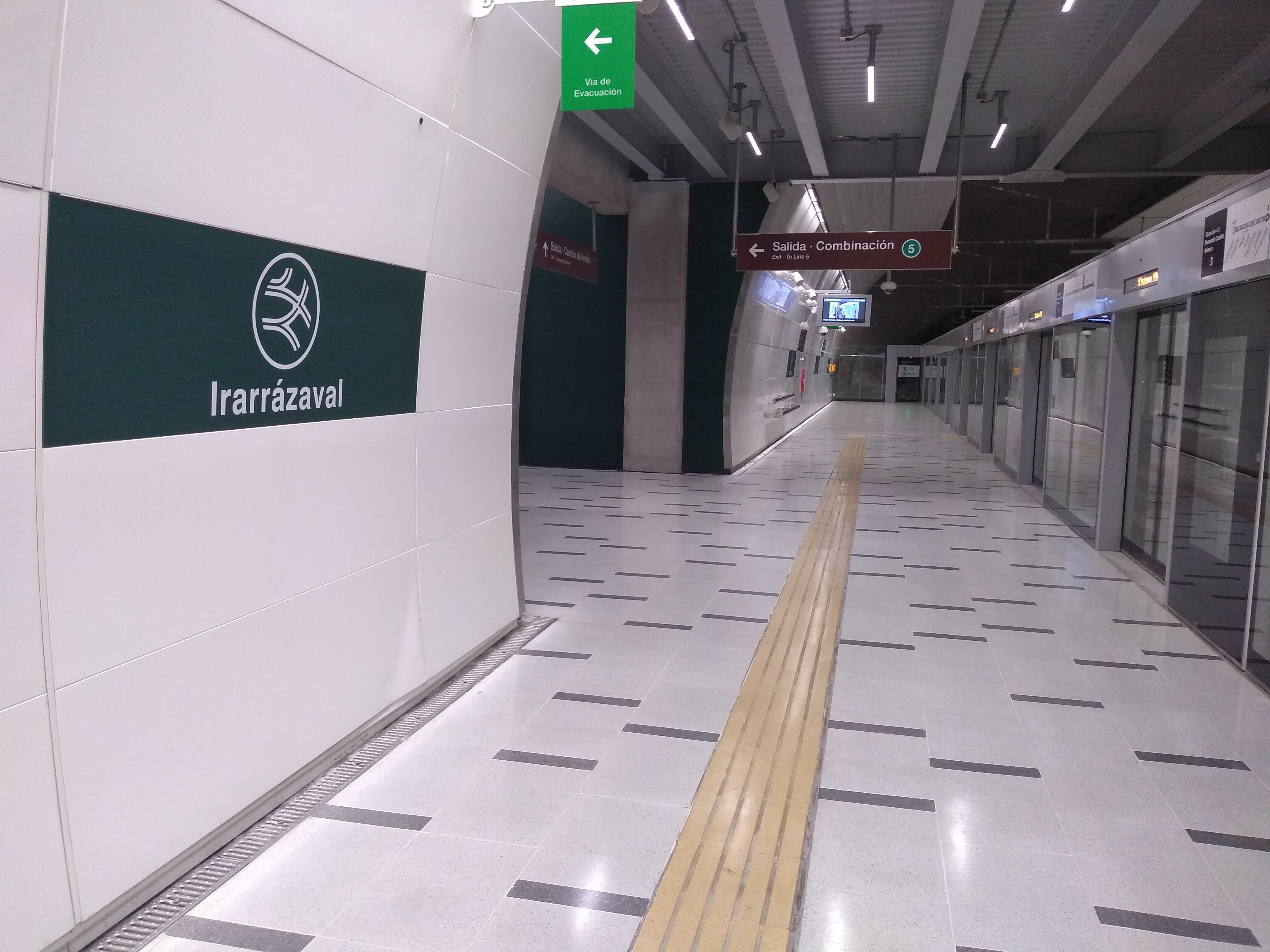
Vista de uno de los andenes de la estación Irarrázaval en la Línea 3.
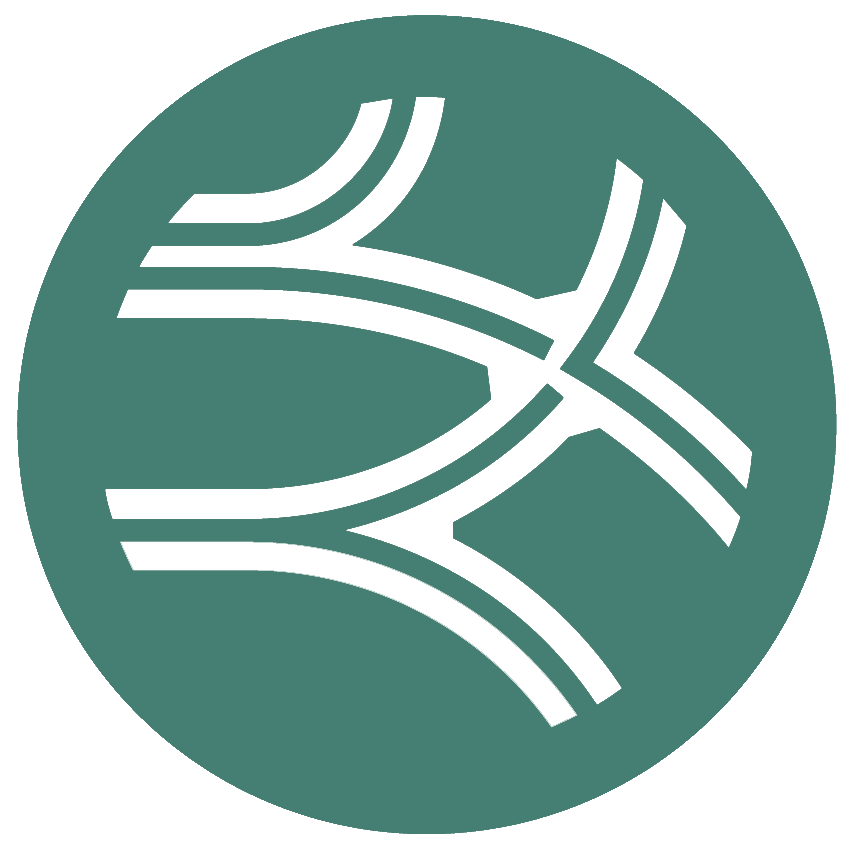
Pictograma que identifica a la estación desde 2019.
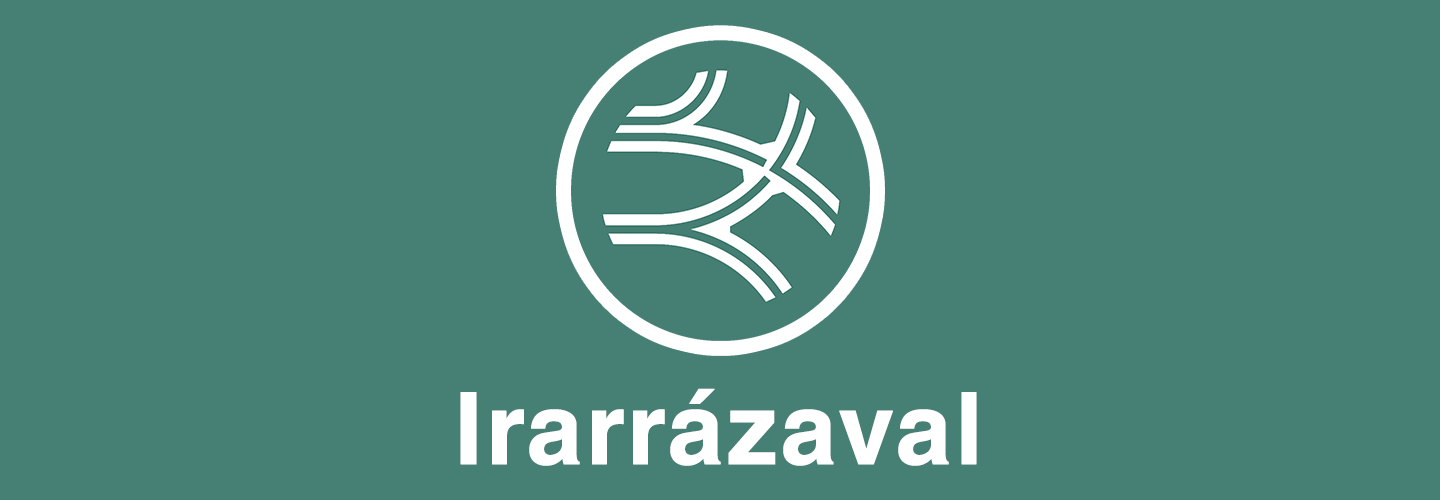
Cenefa utilizada en los andenes de la Línea 3.
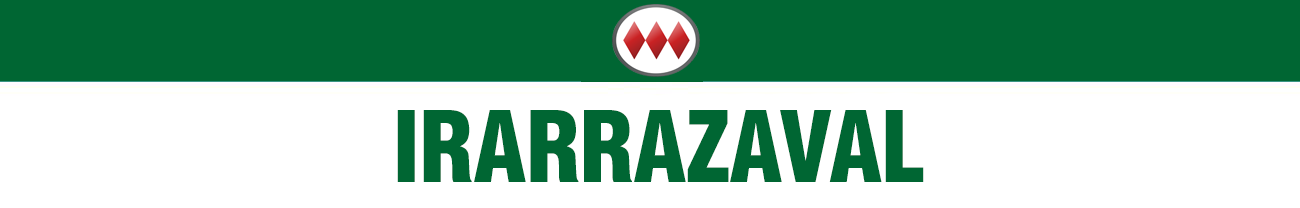
Cenefa utilizada en los andenes de la Línea 5.
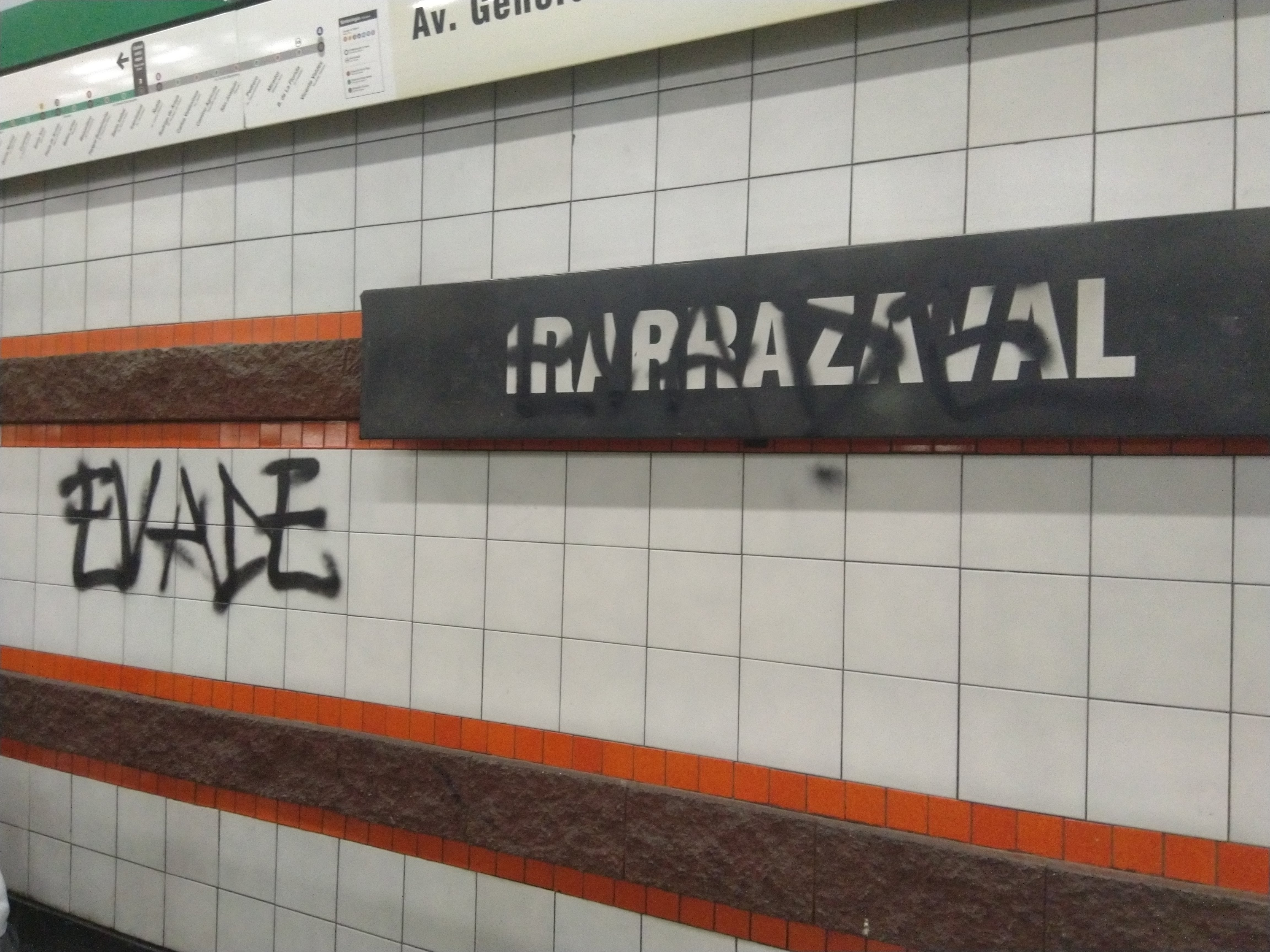
Andén de la estación, vandalizado durante las protestas de 2019.

## Conexión con Red Metropolitana de Movilidad
La estación posee 15 paraderos de la Red Metropolitana de Movilidad en sus alrededores (sin la existencia de los paraderos 5 y 14), los cuales corresponden a:
| Paradero/ Código                       | Recorridos |
| -------------------------------------- | --- |
| Parada 1 / Metro Irarrázaval (PD208)   | 210 (Estación Central) - 210e (Estación Central) - 210v (Estación Central) - 213e (Plaza Italia) - 227 (La Reina) - 516 (Pudahuel Sur) - 519 (Alameda) - F30n (La Moneda) |
| Parada 2 / Metro Irarrázaval (PD564)   | 506 (Maipú) - 506e (Maipú) - 506v (Villa El Abrazo) - 507 (Enea) - 507c (Metro Parque O'Higgins) - 510 (Pudahuel Sur) - 516 (Pudahuel Sur) - 519 (Alameda)                |
| Parada 3 / Metro Irarrázaval (PD524)   | 506 (Peñalolén) - 506e (Peñalolén) - 506v (Peñalolén) - 507 (Av. Grecia) - 507c (Peñalolén) - 510 (Río Claro)                                                             |
| Parada 4 / Metro Irarrázaval (PA177)   | 210 (Puente Alto) - 210e (Puente Alto) - 210v (Av. México) - 213e (Puente Alto) - F30n (Bajos de Mena)                                                                    |
| Parada 6 / Metro Irarrázaval (PA176)   | 210 (Puente Alto) - 210v (Av. México) - F30n (Bajos de Mena) |
| Parada 7 / Metro Irarrázaval (PD209)   | 210 (Estación Central) - 210v (Estación Central) - 513 (El Montijo) - 516 (Pudahuel Sur) - 519 (Alameda) - F30n (La Moneda)                                               |
| Parada 8 / Metro Irarrázaval (PA676)   | 513 (José Arrieta) - 516 (Las Parcelas) - H13 (Santa Olga) |
| Parada 9 / Metro Irarrázaval (PD327)   | 227 (Portal Oeste) - 403 (Metro Santa Ana) - 422 (Población Teniente Merino) - 513 (El Montijo) - D03 (Metro Toesca)                                                      |
| Parada 10 / Metro Irarrázaval (PD328)  | 227 (La Reina) - 422 (La Reina) - 513 (José Arrieta) - 516 (Las Parcelas) - D03 (Las Parcelas)                                                                            |
| Parada 11 / Metro Irarrázaval (PD426)  | 325 (Gabriela) - 403 (La Reina) - 422 (La Reina) - 513 (José Arrieta) - 516 (Las Parcelas) - 519 (Av. Grecia) - D03 (Las Parcelas) - D13 (Metro Bellavista de La Florida) |
| Parada 12 / Metro Irarrázaval (PD427)  | 325 (Gabriela) - 403 (La Reina) - 422 (La Reina) - 513 (José Arrieta) - 516 (Las Parcelas) - 519 (Av. Grecia) - D03 (Las Parcelas) - D13 (Metro Bellavista de La Florida) |
| Parada 13 / Metro Irarrázaval (PD329)  | 227 (La Reina) - 325 (Gabriela) - 403 (La Reina) - 422 (La Reina) - 513 (José Arrieta) - D02 (Álvaro Casanova) - D03 (Las Parcelas)                                       |
| Parada 15 / Metro Irarrázaval (PD1324) | D13 (Fin del recorrido) |
| Parada 16 / Metro Irarrázaval (PD428)  | 325 (Fin del recorrido) - 403 (La Reina)* - 422 (La Reina)* - 513 (José Arrieta)* - D03 (Las Parcelas)*                                                                   |
| Parada 17 / Metro Irarrázaval (PD777)  | D02 (Fin del recorrido) - D13 (Metro Irarrázaval) |

(*) Utiliza esta parada solo entre 7:30 y 10:00